# Amanita cokeri
Amánita cókeri (лат.) — гриб семейства мухоморовые (Amanitaceae). Включён в подрод Lepidella рода Amanita.
Вид назван в честь профессора Университета Северной Каролины Уильяма Чемберса Кокера.

## Биологическое описание
- Шляпка 7,5—15 см в диаметре, в молодом возрасте полушаровидной или почти шаровидной, затем выпуклой и почти плоской формы, белая или цвета слоновой кости, покрытая мягкими, расположенными кругами, в дождливую погоду иногда смывающимися, бородавками конической формы.
- Мякоть белого цвета, без особого вкуса и запаха.
- Гименофор пластинчатый, пластинки почти свободные, часто расположенные, белого или кремового цвета.
- Ножка 7,5—20 см длиной и 1,2—2 см толщиной, ровная или сужающаяся кверху, с утолщённым, в верхней части покрытым бородавками основанием, одного цвета со шляпкой, обычно с коричневатыми пятнами в нижней части, с иногда двойным кольцом, выше кольца гладкая, ниже — мелкочешуйчатая.
- Споровый порошок белого цвета. Споры 9,2—15×5,5—9,5 мкм, амилоидные, эллипсоидальной или удлинённой формы, с гладкой поверхностью.
- Несъедобен.

## Экология и ареал
Встречается одиночно или небольшими группами, в смешанных лесах, образует микоризу с сосной и дубом. Известен из восточной части Северной Америки.

## Сходные виды
Родственные виды из ряда Solitaria — Amanita eijii, Amanita japonica, Amanita solitaria и Amanita timida, а также другие виды с белыми шляпками.